# يوردي كلاسي
یوردي کلاسي (بالهولندية: Jordy Clasie) (ولد في 27 يونيو 1991 في هارلم) لاعب كرة قدم دولي هولندي يلعب حاليا لصالح نادي ساوثهامبتون في مركز الوسط المحوري منذ 2015.

## مسيرته الكروية
لعب يوردي كلاسي خلال مسيرته الاحترافية مع 5 أندية في عشرة مواسم وسجل خلالها 12 هدفًا ضمن 269 مباراة. ولم يفز بأي موسم بالكأس وفاز في موسم واحد بالدوري.
خاض يوردي كلاسي مسيرته مع نادي إكسلسيور في موسم 2010–11 لمدة موسم واحد، مشاركًا في 32 مباراة سجل خلالها هدفين. ثم انتقل إلى نادي فاينورد في موسم 2011–12 في المرة الأولى ليلعب معه أربعة مواسم ثم في موسم 2018–19 لمدة موسم واحد، حيث شارك طوالها في 161 مباراة سجل خلالها 9 أهداف. لينتقل بعدها إلى نادي ساوثهامبتون في موسم 2015–16 ولمدة موسمين، مشاركًا في 38 مباراة سجل خلالها هدفًا واحدًا. ثم انتقل إلى نادي كلوب بروج في موسم 2017–18 لمدة موسم واحد، مشاركًا في 20 مباراة ولم يسجل أي هدف. هذا وانتقل لاحقًا إلى نادي إي زد ألكمار في موسم 2019–20 لمدة موسم واحد، مشاركًا في 18 مباراة ولم يسجل أي هدف أيضًا.

## روابط خارجية
- يوردي كلاسي على موقع الاتحاد الدولي (مؤرشف)  (الإنجليزية)
- يوردي كلاسي على موقع الاتحاد الأوربي (الإنجليزية)
- يوردي كلاسي على موقع إي إس بي إن إف سي (الإنجليزية)
- يوردي كلاسي على موقع قاعدة بيانات كرة القدم.إي يو (الإنجليزية)
- يوردي كلاسي على موقع بيانات كرة القدم. دي إي (الألمانية)
- يوردي كلاسي على موقع ناشيونال فوتبول تيمز (الإنجليزية)
- يوردي كلاسي على موقع Soccerbase.com (لاعب) (الإنجليزية)
- يوردي كلاسي على موقع Soccerway.com (الإنجليزية)
- يوردي كلاسي على موقع عالم كرة القدم.نت (الإنجليزية)
- يوردي كلاسي على موقع AS.com (الإسبانية)